# Arenopontia stygia
Arenopontia stygia är en kräftdjursart som beskrevs av Noodt 1955. Arenopontia stygia ingår i släktet Arenopontia och familjen Leptopontiidae. Inga underarter finns listade i Catalogue of Life.